# Coup de soleil
Pour les articles homonymes, voir Coup de soleil (homonymie).
 (juillet 2012).
Si vous disposez d'ouvrages ou d'articles de référence ou si vous connaissez des sites web de qualité traitant du thème abordé ici, merci de compléter l'article en donnant les références utiles à sa vérifiabilité et en les liant à la section « Notes et références ».

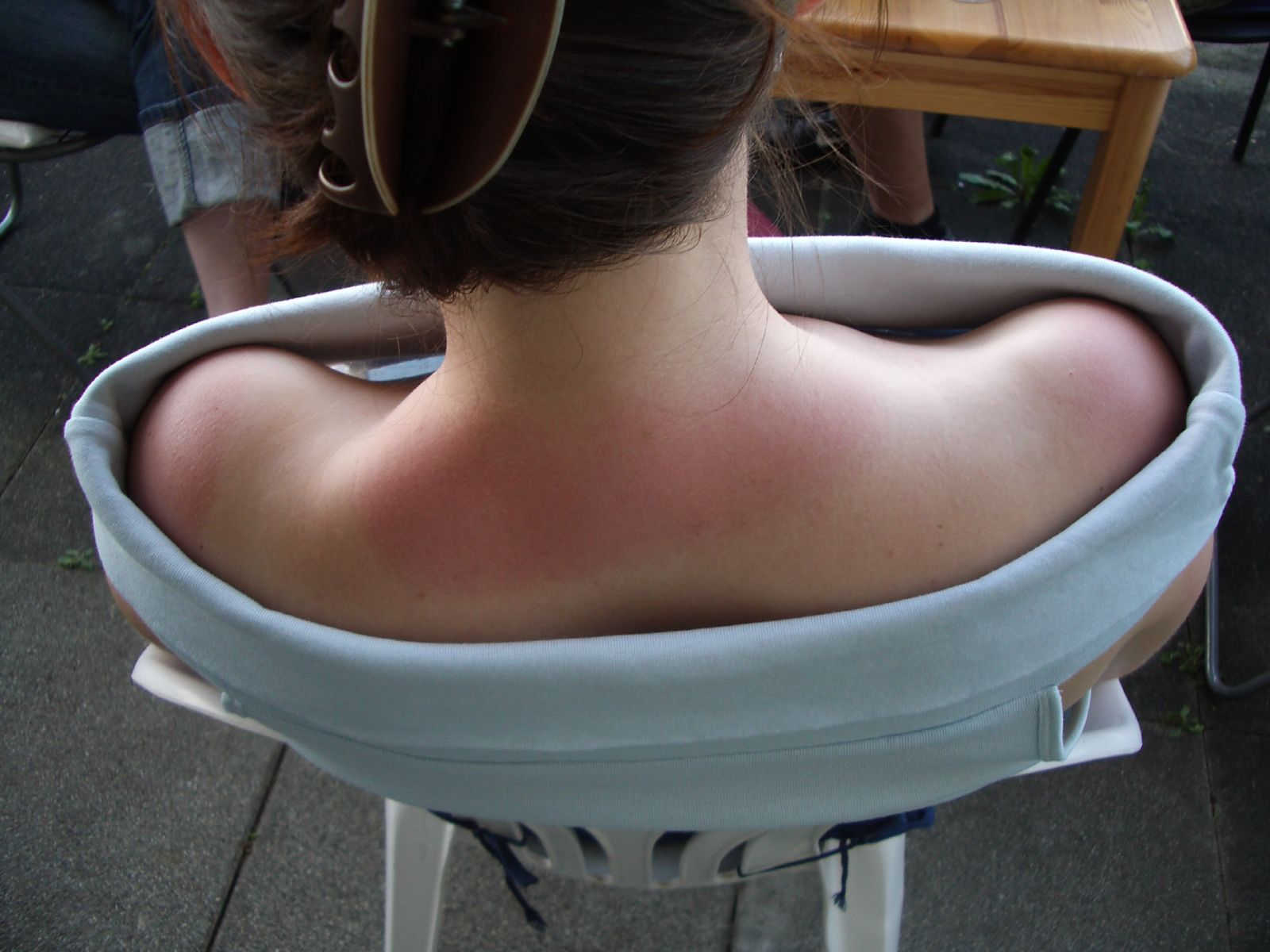
Jeune femme ayant des coups de soleil sur la nuque et les épaules.

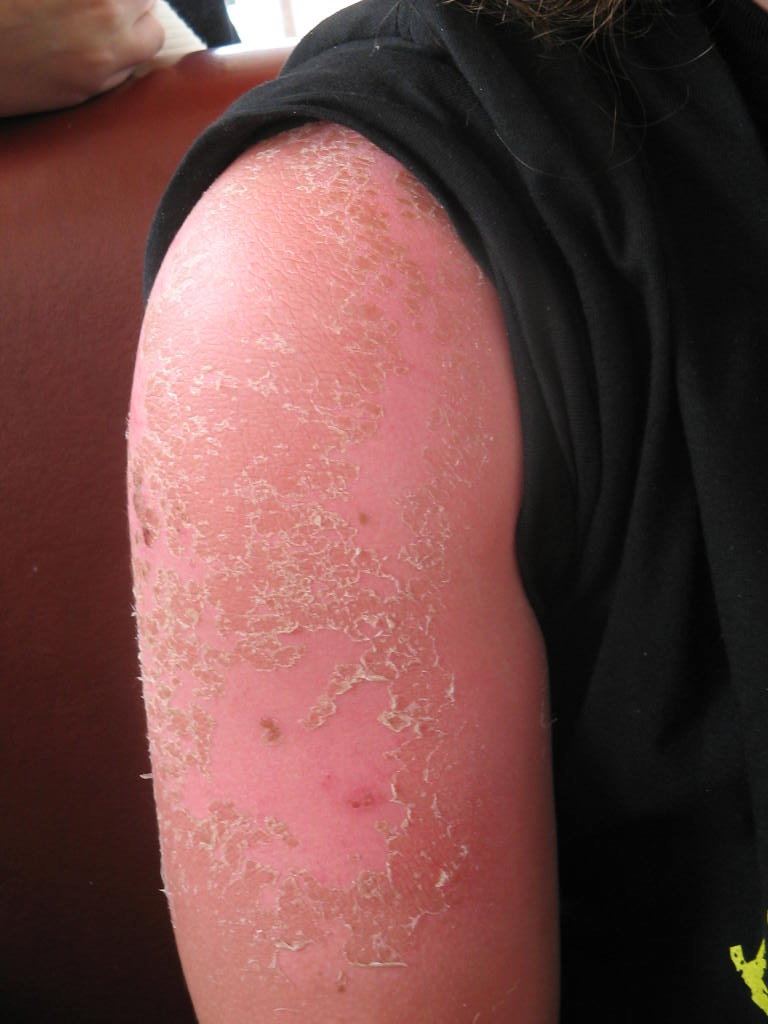
La déshydratation de l'épiderme provoque la perte de la couche supérieure de la peau.

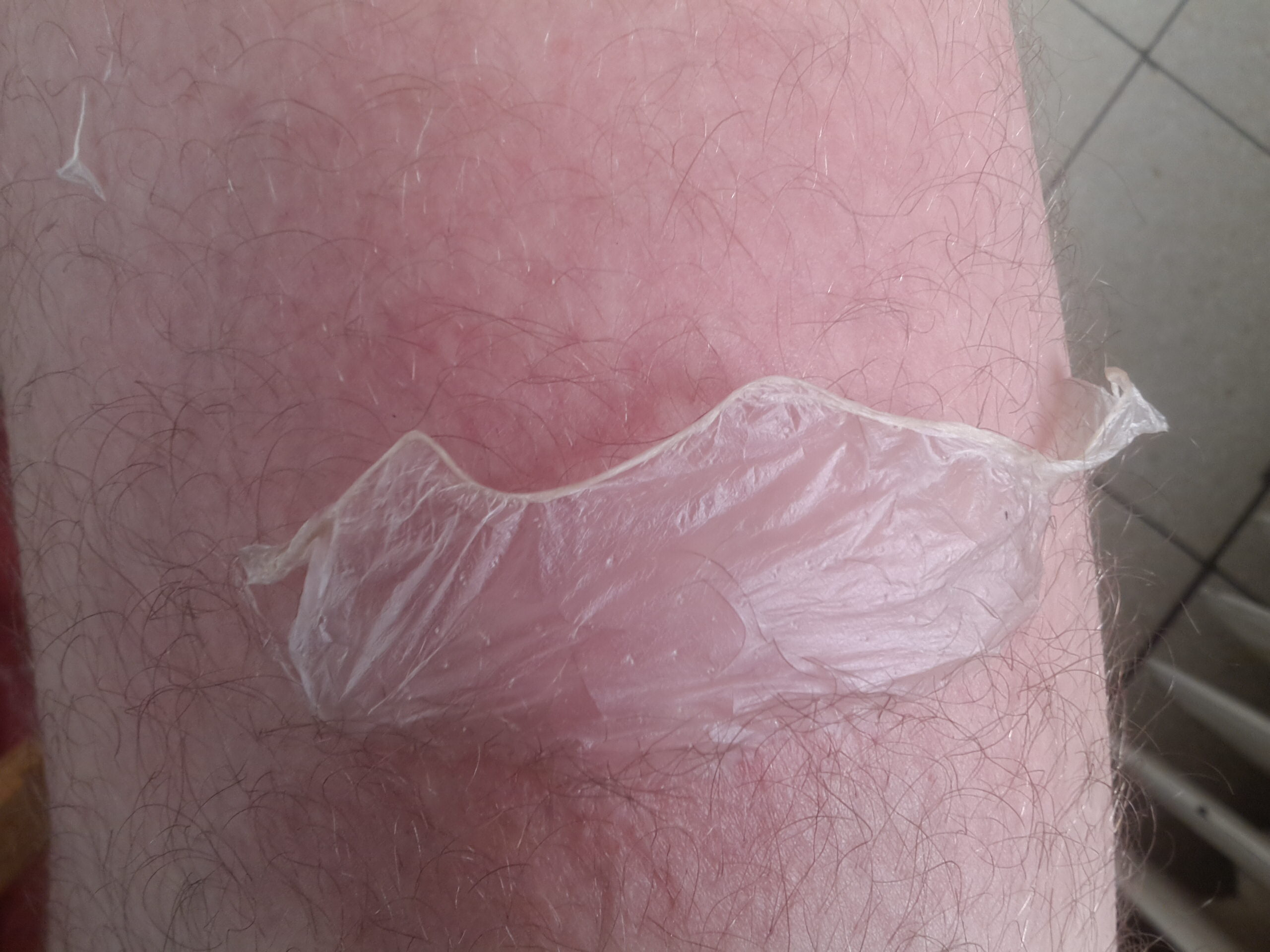
Peau morte qui se détache facilement quelques jours après un coup de soleil sur la cuisse d'un adolescent

Un coup de soleil ou érythème actinique est une brûlure causée par une exposition de la peau au rayonnement du soleil. On le distingue de l'allergie solaire ou lucite, et de la photosensibilisation.
Le coup de soleil se présente en différents stades de brûlure, l'érythème c'est-à-dire que la peau exposée est rouge. L'individu brûlé note également une augmentation de la chaleur et de la sensibilité du territoire cutané irradié. Dans des stades d'exposition solaire plus intenses, les symptômes s'apparentent à ceux des brûlures avec l'apparition de phlyctènes douloureuses, d'ulcération de la peau, etc. En fonction de son intensité, le coup de soleil peut s'accompagner d’autres effets : nausées, vertiges.
Un coup de soleil est généralement une brûlure du premier degré et très rarement du second dans des cas extrêmes, et exceptionnellement du troisième degré.[Information douteuse]
Une exposition répétée au soleil avec une répétition des coups de soleil augmente le risque de développement de tumeurs cutanées, et surtout du mélanome.

## Prévention
Pour éviter les coups de soleil, il est préconisé d'éviter l'exposition prolongée au soleil, notamment des sujets jeunes et au phénotype à peau claire (taches de rousseur, blond ou roux de cheveux).
Se couvrir la peau ; avec des vêtements légers, chapeaux à bords de plus de 7 cm : ombrelles, certaines casquettes et non les bobs ; permet de limiter les risques et de se déplacer au soleil sachant que la pleine exposition du soleil est entre 12 h et 16 h à l'heure d'été en France, c'est-à-dire entre 10 h et 14 h suivant l'heure solaire (entre 11 h et 15 h lorsque c'est l'heure d'hiver).
Les parasols de plage filtrent 95 % des rayons UV directs (seuls 5 % passent à travers la toile), par contre 26 % du rayonnement diffus passe par les côtés et peut donc provoquer un coup de soleil.
Le risque est maximal durant la période estivale ; mais la réflexion des rayonnements solaires sur la neige ou la glace est à prendre en compte lors des séjours hivernaux à la montagne.
L'utilisation d'une crème solaire permet de protéger en partie l'épiderme.

## Traitements
Il existe plusieurs traitements :
- des crèmes qui soulagent des brûlures avancées comme la Biafine[3] ;
- des crèmes à base d'hydrocortisone ;
- des crèmes à base d'Aloe vera, en l'absence de fondement scientifique[4].

## Sunburn art
Le « sunburn art » (littéralement « art du coup de soleil ») est une forme de body art qui consiste à dessiner sur sa peau un motif avec de la crème solaire ou s’enrouler dans un pochoir en tissu, puis s’exposer au soleil pendant plusieurs heures pour obtenir un tatouage « naturel » blanc. Cette performance à l’origine pratiquée par quelques artistes underground américain dans les années 1970 suscite l'inquiétude des dermatologues américains qui voient dans cette mode du coup de soleil artistique un danger pour la peau.